# Patrick Shiroishi
Patrick Shiroishi (* 1987 oder 1988) ist ein US-amerikanischer Jazz- und Improvisationsmusiker (Saxophon, Komposition), der laut National Public Radio die „schmerzhafte und triumphale Geschichte“ der Japanischen Amerikaner in seine Kompositionen einbringt.

## Leben und Wirken
Shiroishi stammt aus einer japanisch-amerikanischen Familie. Während die Eltern seiner Mutter in Japan blieben, lebte die Familie seines Vaters bereits seit mehreren Generationen in Kalifornien. Nach der Schule beschäftigte er sich mit Kalligraphie und Abakus; später wurde er Pfadfinder und schloss sich dem Drum and Bugle Corps seiner Truppe auf der Trompete an. Außerdem lernte er Klavier, wurde Eagle Scout und engagierte sich in der Schulband. Zunächst wurde er Fan von Rock'n'Roll und spielte während seiner Schul- und Collegezeit in einer Reihe von Rockbands, u. a. als Keyboarder in der Underground-Prog-Rockband Upsilon Acrux. An der Chapman University studierte er Musiktherapie und fügte einen zweiten Abschluss in klassischer Gitarre hinzu, nachdem ihn ein Dozent eingestellt hatte. Nach dem College leitete er ein therapeutisches Kunstprogramm für autistische Kinder, bevor er die Musikschule leitete, an der er immer noch arbeitet.
Seit der Veröffentlichung seines Solo-Debüts Black Sun Sutra im Jahr 2013 hat Shiroishi eine ganze Reihe von Alben veröffentlicht. Dementsprechend vielfältig ist sein Œuvre; er hat eine Vielzahl von Ensemble-Projekten zusammengestellt: laute elektronische Collagen, intime Musique concrète, Duette für Saxophon und Streicher, spärlich besetzte Field Recordings, ECM-orientierter Kammerjazz. Bei seiner Soloarbeit tendiert er dazu, sich eher auf persönliche Geschichten als auf ästhetische Traditionen zu konzentrieren. So veröffentlichte er 2017 Tulean Dispatch, eine Reflexion über die Zeit seines Großvaters im Internierungslager Lake Tule; vier Jahre später nahm er „I Should Not Have Worry When My Parents Go Out“ auf, eine Reihe von Titeln als Reaktion auf den Anstieg der Gewalt gegen Amerikaner asiatischer Abstammung im Jahr 2021. Auf Hidemi stellte der Enkel musikalisch das Leben des gleichnamigen Großvaters vor, den er nie getroffen hatte. Auf Evergreen (2022) kombinierte er Field Recordings und meditative Klänge zu Erinnerungen an seine Vorfahren.
Im März 2020, kurz bevor die Sperren infolge der COVID-19-Pandemie begannen, traf Shiroishi den Koto-Meister und Lehrer Kozue Matsumoto und den Bildhauer und Shakuhachi-Spieler Shoshi Watanabe zu gemeinsamen Aufnahmen (Yellow, 2022), bei denen traditionelle japanische Instrumente in experimentellen Idiomen zum Einsatz kommen. 2024 ging er erstmals auf eine Europatournee. Zu seinen Kooperationspartnern gehörten Chris Jusell, Chaz Prymek, Matthew Sage (Fuubutsushi), Dylan Fujioka, Arturo Ibarra (LA Blues, 2018), Claire Rousay, Vinny Golia, Kyle Motl, Gerrit Hatcher, Jessica Ackerley, Lia Kohl (Normal Sounds, 2024) und Chris Williams. Shiroichi lebt in Rosemead, Los Angeles County.

## Würdigung
„Identität, Vielseitigkeit und Produktivität vereinen sich in der Musik von Patrick Shiroishi“, schrieb Bill Meyer (Chicago Reader). Shiroishis Ansatz variiere je nach Kontext; so spielte er mit dem Ambient-orientierte Musik virtuellen Ensemble Fuubutsushi, verschlungenen, stentorianischen Prog-Rock mit Oort Smog, Experimental-Metal mit der Band Sumac; weiterhin beschäftigt er sich mit kantigen, leichtfüßigen freien Improvisationen und erkundete zarte akustische Klangfarben.
Manchmal seien Shioichis Arbeiten weitläufig und skurril, meint Ted Davis (Daily Bandcamp). Manchmal klinge es gedämpfter, aber die Wurzel all dessen seien starke musikalische Partnerschaften, die zu Platten führen, die die ungezwungene Energie einer Gruppe von Musikern einfangen, die sich gemeinsam der Spontaneität verschrieben haben.
Shiroichi veröffentlichte mehrere Dutzend Alben „mit dröhnendem Free Jazz, verzerrtem Instrumental-Metal und federleichtem Bop, der so luxuriös klingt, dass man sich wie bei einem Sonnenuntergang an der Westküste fühlt“, schrieb Grayson Haver Currin (National Public Radio).

## Diskographische Hinweise
- Shiroishi / Golia / Fujioka / Vline: Borasisi (Monofonus Press, Astral Spirits, 2019)
- Kyle Motl, Patrick Shiroishi, T. J. Borden: In This Failing Light (Confront, 2020)
- Descension (2020) solo
- Gerrit Hatcher / Rob Magill / Patrick Shiroishi: Triplet Fawns (Kettle Hole Records, 2020)
- Jessica Ackerley / Patrick Shiroishi: Extremities (Notice Recordings, 2020)
- SSWAN: Invisibility Is an Unnatural Disaster (577 Records, 2021), mit Chris Williams, Jessica Ackerley, Luke Stewart, Jason Nazary
- Chris Williams & Patrick Shiroishi: Sans Soleil (Astral Spirits, 2021)
- Matsumoto / Shiroishi / Watanabe: Yellow (Dinzu Artefacts, 2022)
- Chris Williams & Patrick Shiroishi: Sans Soleil II (Astral Spirits, 2022)
- Spherule Trio: There Will Always Be Instruments (2023), mit Lucas Brode, Kevin Sims
- Vinny Golia & Patrick Shiroishi, Catherine Sikora, Nick Skrowaczewski, Andrew Wedman, Stanley Jason Zappa: HelMel (Fort Evil Fruit, 2023)
- Alex Cunningham, Patrick Shiroishi, Jessica Ackerley, Damon Smith: Five Lines Indecipherable (Balance Point Acoustics, 2023)
- I Was too Young to Hear Silence (2023) solo
- Dave Harrington, Max Jaffe + Patrick Shiroishi: Speak, Moment (2024)
- Patrick Shiroichi, Thom Nguyen, Chaz Prymek: Eventually the River Rises Here Too, Same as it Always Has (2024)
- Patrick Shiroishi & Marta Tiesenga: Empty Vessels (2024)
- Glass House (2024)
- Patrick Shiroishi & Piotr Kurek: Greyhound Days (2025)
- Forgetting is Violent (2025)